# TMEM231
TMEM231 (англ. Transmembrane protein 231) – білок, який кодується однойменним геном, розташованим у людей на 16-й хромосомі. Довжина поліпептидного ланцюга білка становить 316 амінокислот, а молекулярна маса — 36 059.
| 10         |  | 20         |  | 30         |  | 40         |  | 50         |
| ---------- |  | ---------- |  | ---------- |  | ---------- |  | ---------- |
| MALYELFSHP |  | VERSYRAGLC |  | SKAALFLLLA |  | AALTYIPPLL |  | VAFRSHGFWL |
| KRSSYEEQPT |  | VRFQHQVLLV |  | ALLGPESDGF |  | LAWSTFPAFN |  | RLQGDRLRVP |
| LVSTREEDRN |  | QDGKTDMLHF |  | KLELPLQSTE |  | HVLGVQLILT |  | FSYRLHRMAT |
| LVMQSMAFLQ |  | SSFPVPGSQL |  | YVNGDLRLQQ |  | KQPLSCGGLD |  | ARYNISVING |
| TSPFAYDYDL |  | THIVAAYQER |  | NVTTVLNDPN |  | PIWLVGRAAD |  | APFVINAIIR |
| YPVEVISYQP |  | GFWEMVKFAW |  | VQYVSILLIF |  | LWVFERIKIF |  | VFQNQVVTTI |
| PVTVTPRGDL |  | CKEHLS     |  |            |  |            |  |            |

A: Аланін

C: Цистеїн

D: Аспарагінова кислота

E: Глутамінова кислота

F: Фенілаланін

G: Гліцин

H: Гістидин

I: Ізолейцин

K: Лізин

L: Лейцин

M: Метіонін

N: Аспарагін

P: Пролін

Q: Глутамін

R: Аргінін

S: Серин

T: Треонін

V: Валін

W: Триптофан

Задіяний у таких біологічних процесах, як біогенез та деградація війок, альтернативний сплайсинг. 
Локалізований у клітинній мембрані, мембрані, клітинних відростках, війках.